# Dolenja vas, Prebold
Dólenja vas je naselje v občini Prebold. Stoji na približno 270 m n.v. in je razvlečeno obcestno naselje na južnem robu Spodnje Savinjske doline, leži na levem bregu reke Bolske, severno od Prebolda in vzhodno od Kaplje vasi. Nad izlivom Bolske v reko Savinjo je zaselek Lapurje. Vas sestavljata nekdanje staro kmečko jedro z vzporednimi ali stegnjenimi domovi, ki leži v vzhodnem delu vasi ob cesti proti Svetemu Lovrencu, novejši suburbaniziran del vasi leži na zahodu, ob cesti proti Kaplji vasi. Krajani se uradno imenujejo Dolenjčani, v lokalnem dialektu pa je v veljavi poimenovanje Dole'jčani in ime kraja kot Dol'eja vés
Po podatkih popisov je imela Dolenja vas leta 1754 - 117 prebivalcev, leta 1869 - 186, leta 1880 - 238, leta 1890 - 251, leta 1900 - 239, leta 1910 - 276, leta 1931 - 337, leta 1948 - 395, leta 1953 - 426, leta 1961 - 446, leta 1971 - 470, leta 1981 - 503, leta 1991 - 564, leta 2001 - 498, in leta 2011 - 573 prebivalcev.

## Gospodarstvo
Kmetije se ukvarjajo zvečine s hmeljarstvom in govedorejo, pravih kmetij je malo, večina domačinov ima njivo ali vrt za pridelavo vrtnin in zasajeno manjše število različnih vrst sadnega drevja. Zaposleni krajani delajo večinoma v sosednjem Preboldu, Šempetru v Savinjski dolini, Žalcu, Velenju. V kraju so prisotne številne obrti, med najstarejše sodita dve lesnopredelovalni podjetji - žagi in pa ključavničarsko podjetje, novejša podjetja (delujoča od osamosvojitve dalje) pa so; avtopralnica, dve grafično tiskarski podjetji in še pet različnih manjših storitvenih podjetij. V kraju sta nekoč delovali zasebni trgovini, sedaj v kraju deluje le še trgovina kmetijske preskrbe (zadruga). V kraju je zasebni avtokamp z bazenom in pa precej znana starejša lokalna gostilna. V kraju je vsako drugo in četrto soboto v mesecu kmečka tržnica. 

## Zgodovina
Prva omemba vasi je v celjski fevdni knjigi iz leta 1436 in sicer kot Nyderndorff bei de Folczk (Dolenja vas pri Bolski), leta 1711 pa je v dokumentih prvič zapisano slovensko ime Dollena vass. Vas je spadala pod žovneško gospoščino. Leta 1850 ob reorganizaciji lokalne oblasti pride Dolenja vas v okvir občine Sv. Pavel pri Preboldu. Leta 1868 je bil čez Bolsko namesto brvi postavljen prvi leseni most, ki ga je leta 1928 zamenjal železobetonski. Vodovod je vas dobila 1954, strugo reke Bolske pa so regulirali 1960 in takrat tudi prvič asfaltirali cesto skozi vas.  Leta 1993 je bil zraven starega mostu zgrajen nov most čez Bolsko. Kanalizacijski priključek je vas dobila 2004. V času prve svetovne vojne je izgubilo življenje sedem vpoklicanih fantov iz Dolenje vasi, večinoma na soški fronti. Vaščani so leta 1920 ustanovili prostovoljno gasilsko društvo, ki deluje danes kot PGD Prebold, Dolenja vas in Marija Reka. V času Druge svetovne vojne je iz Dolenje vasi izgubilo življenje 44 ljudi.
V Dolenji vasi sta se leta 1909 rodila Slavko Šlander (narodni heroj) in Ernest (Nestl) Žgank, leta 1940 pa se je tu rodil pesnik Ervin Fritz. Iz Dolenje vasi pa izhaja tudi znana Škorjančeva družina, ki je dala številne duhovnike.
V kraju je postavljena tudi zgodovinsko-etnološka Muzejska zbirka Prebold skozi čas.